# Edvard Kardelj
Edvard Kardelj (pronunciado [ɛ̌dʋart kǎrdɛl]; Liubliana, 1910 - Íb., 1979), también conocido bajo los seudónimos de Sperans y Krištof, fue un líder comunista yugoslavo de origen esloveno, que se destacó como comandante partisano y economista en la Yugoslavia socialista. Fue también miembro de la Academia Serbia de Ciencias y Artes, así como Héroe del Pueblo de Yugoslavia, y es considerado el creador principal del sistema yugoslavo de autogestión obrera.

## Biografía
Kardelj nació en Liubliana, Eslovenia, entonces parte del Imperio austrohúngaro. Durante la Segunda Guerra Mundial, a partir del año 1941, colaboró en la resistencia eslovena contra la ocupación nazi junto a Tito. 
Se le considera como uno de los ideólogos principales de la formación de la República Federal Popular de Yugoslavia, junto a Tito.
Participó en las conversaciones y negociaciones con Stalin para reconocer la supremacía soviética en la zona.
Defendió la ruptura de Yugoslavia con la Unión Soviética en 1948 en busca de su propia vía hacia el socialismo. Mantuvo influencia sobre el servicio de inteligencia del ejército, el KOS.
De 1948 a 1953, Kardelj fue ministro de Asuntos Exteriores. De 1963 a 1967, dirigió la oficina del presidente del parlamento federal.
Fue miembro de la Academia Eslovena de las Artes y las Ciencias y recibió oficialmente los honores de Héroe Nacional de Yugoslavia. La zona costera de la ciudad de Ploče, al sur de Croacia, fue nombrada Kardeljevo durante los periodos 1950-1954 y 1980-1990.
Kardelj murió en Liubliana y su entierro causó gran impacto y grandes concentraciones de gente en Eslovenia, que anticiparon lo que ocurriría un año después con el fallecimiento de Tito. 
Uno de sus libros más influyentes y contradictorios es Razvoj slovenskega narodnega vprašanja (El desarrollo de la cuestión nacional eslovena) de 1939.

## Obras

### Traducciones
- La democracia popular en Yugoeslavia. París: Libro yugoeslavo, 1949.
- La democracia socialista en la práctica yugoslava. Santiago de Chile: Prensa Latinoamericana, 1955.
- Los problemas de la política socialista en el campo: según el informe de Edvard Kardelj. Belgrado: Jugoslavija, 1960.
- El socialismo y la Guerra. Santiago de Chile: Prensa Latinoamericana, 1960
- Coexistencia o guerra: alternativa para la humanidad. Santiago de Chile, Ediciones Socialismo, 1960
- La nación y las relaciones internacionales. Belgrado: Cuestiones Actuales del Socialismo, 1975
- Sobre el sistema de planificación autogestora. Discusiones de Brioni. Belgrado: Komunist - Cuestiones Actuales del Socialismo, 1976
- Propiedad social y autogestión. Barcelona: El Cid, 1976
- Raíces históricas de la no alineación. Buenos Aires: El Cid, 1976
- Fundamentos del sistema político autogestionario: La democracia autogestora. Barcelona: El Cid, 1978
- Yugoslavia en las relaciones internacionales y en el movimiento de no alineación. Belgrado: Cuestiones Actuales del Socialismo, 1979.
- Autogestión y sistema político. Belgrado: Cuestiones Actuales del Socialismo, 1980.